# Zangberg
Zangberg é um município da Alemanha, no distrito de Mühldorf, na região administrativa de Oberbayern , estado de Baviera.